# 塞萨勒
塞萨勒（法語：Cessales，法語發音：[sɛsal]）是法国上加龙省的一个市镇，属于图卢兹区。

## 地理
塞萨勒（43°27'28"N, 1°44'31"E）面积3.34 平方千米，位于法国奧克西塔尼大區上加龙省，该省份为法国西南部内陆省份，西南端与西班牙接壤，自此顺时针与上比利牛斯省、热尔省、塔恩-加龙省、塔恩省、奥德省和阿列日省接壤。
与塞萨勒接壤的市镇（或旧市镇、城区）包括：图唐、博维尔、圣热尔米耶、圣樊尚、格拉斯河畔特雷邦。

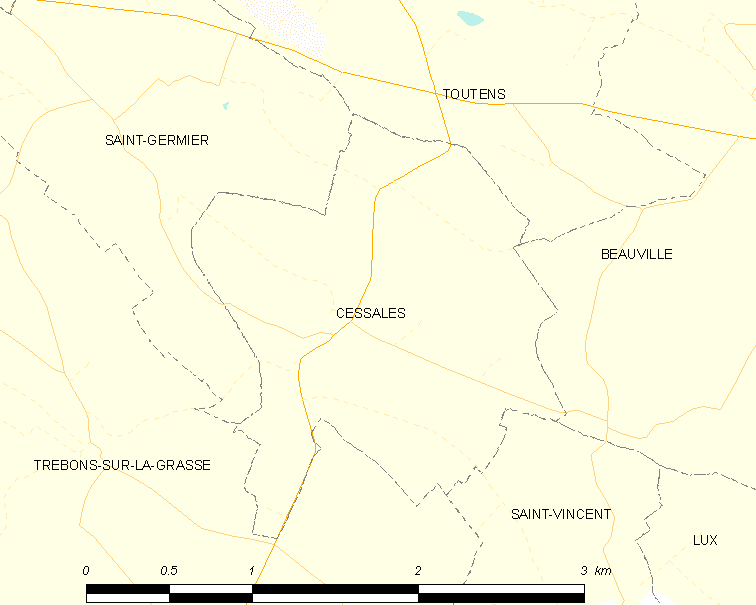
塞萨勒的OSM定位图

塞萨勒的时区为UTC+01:00、UTC+02:00（夏令时）。

## 行政
塞萨勒的邮政编码为31290，INSEE市镇编码为31137。

## 政治
塞萨勒所属的省级选区为勒韦勒县。

## 人口

1962-2008年间塞萨勒人口变化图示

塞萨勒于2022年1月1日时的人口数量为161人。